# 正東津駅
正東津駅（チョンドンジンえき）は、大韓民国江原特別自治道江陵市江東面正東津里にある韓国鉄道公社 (KORAIL) 嶺東線の駅である。2014年9月15日より2018年7月17日まで京江線工事に伴い安仁駅 - 江陵駅が営業休止となっていたため、一時的に嶺東線の旅客終着駅となっていた。

## 駅構造
- 相対式・島式ホーム2面3線の地上駅。

### のりば
| ホーム | 路線                 | 種別                                 | 行先                           | 備考                                                  |
| ------ | -------------------- | ------------------------------------ | ------------------------------ | ----------------------------------------------------- |
| 1 - 3  | 三陟線・嶺東線(上り) | 海列車・ムグンファ号・ヌリロ号 ・KTX | 東海・三陟海辺方面             | 三陟駅で運休中 太白線堤川・釜山方面に東海駅で乗り継ぎ |
| 1 - 3  | 嶺東線(上り)         | 海列車・ムグンファ号・ヌリロ号 ・KTX | 江陵方面                       |                                                       |
| 1 - 3  | 京江線(江陵線)       | KTX                                  | 平昌・万鍾・清凉里・ソウル方面 | 主に3番線                                             |

## 駅周辺
- 日本海

## 歴史
- 1962年11月6日 - 開業。
- 2005年 - 東海駅 - 江陵駅間が電化される。
- 2014年9月15日 - 京江線工事に伴い江陵駅が営業休止となり一時的に嶺東線の旅客終着駅となる。

## その他
当駅は海岸沿いにあり、「世界一海岸に近い駅」としてギネス世界記録に登録されている。しかしこれは申請に基づくもので、日本の釧網本線にある北浜駅や信越本線の青海川駅、韓国の墨湖港線にある墨湖港駅よりは海岸から離れている。一方、旅客駅であること、駅から出ずに直接海に出られることを考慮すれば、正東津駅が「世界一海岸に近い駅」であるといえる。
1989年当時は、手動の分岐器やタブレット閉塞が使われており、1日に発着する列車は上下5本ずつのピドゥルギ号のみであった。

## 隣の駅
韓国鉄道公社
嶺東線
墨湖駅 - (玉渓駅) - 正東津駅 - (安仁駅) - 江陵駅
KTX江陵線
墨湖駅 - 正東津駅 - 珍富駅